# Слоупок
Слоупок (яп. ヤドン, кириліз.: Ядон, англ. Slowpoke) — покемон, істота з серії відеоігор, манґи і аніме «Покемон», що належить компаніям Nintendo і Game Freak. Створений Кеном Сугіморі, вперше він з'явився в грі Pokémon Red і Blue і її сиквелах, а потім і в різноманітних мерчендайзерах, спіноффах, анімаційній та друкованій адаптації франшизи.
Термін слоупок вживається також в інтернет-фольклорі та позначає «загальмовану», повільну людину. В англійській мові слово slowpoke відоме з середини XIX століття, а перше його вживання датовано приблизно 1848 роком. Воно утворено від слів slow (укр. повільний) і poke (укр. дратівливо дурна людина).

## Концепція та характеристики

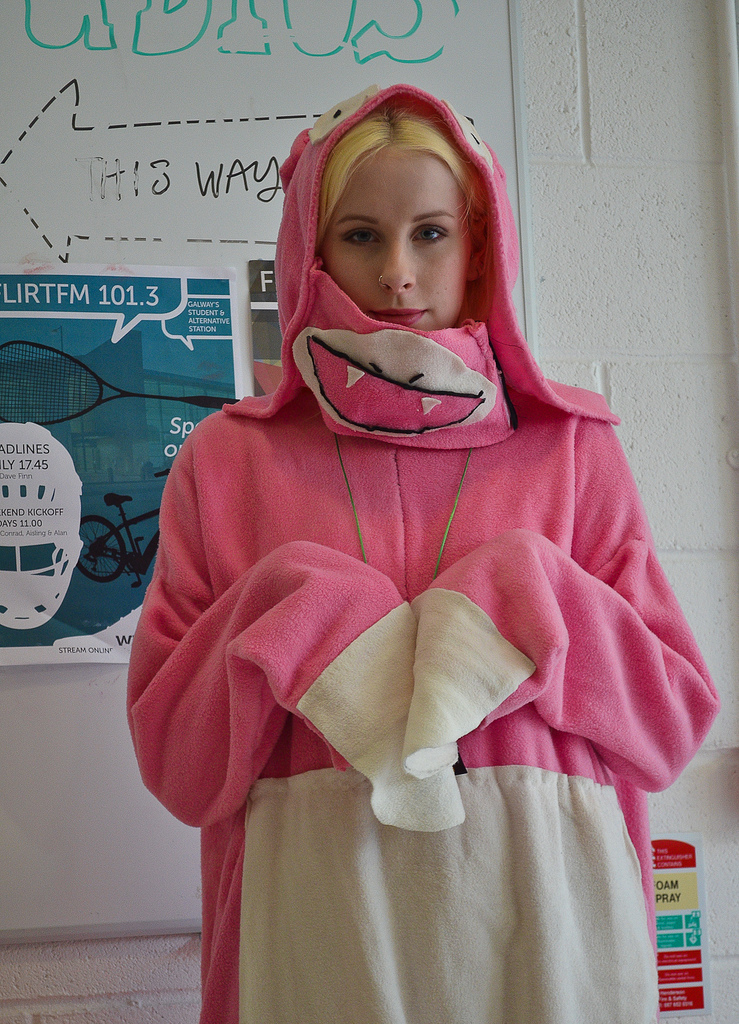
Людина в одязі Slowpoke. Slowpoke був популярним і довговічним покемоном серед шанувальників серіалу.

Концепція Слоупока була створена командою дизайнерів персонажів з Game Freak і пізніше доопрацьована Кеном Сугіморі для гри Pocket Monsters Red та Green, яка була локалізована за межами Японії під назвою Pokémon Red і Blue. В оригіналі покемона назвали Ядоном, так як японці вважають, що «розумне і описове» ім'я буде добре виглядати при локалізації гри в інших країнах і сподобається американським дітям, однак локалізатори від цього імені відмовились. В англомовній бета-версії гри покемон проходив під ім'ям Слоумо. Зрештою для імені покемона було обрано англійське розмовне слово slowpoke, яке до цього використовувалося для позначення млявої або ледачої людини. Згодом його значення було повністю переглянуте, і «слоупоками» почали називати дурних або нерозторопних людей, маючи на увазі саме покемона.
Слоупок виглядає як велика рожева істота, що нагадує саламандру і бегемота одночасно. На кожній з чотирьох ніг Слоупока знаходиться по кігтю. У Слоупока довгий, звужуючий хвіст з білим кінчиком, маленькі скручені вуха і світла морда. Якщо Слоупоку відрізати хвіст, то через деякий час замість загубленого виростає новий. Хвости Слоупоків вважаються делікатесом і високо цінуються.
Слоупок, по натурі є млявим покемоном, довго думає і повільно діє, а також має два різних еволюційних шляхи. Слоупок, як передбачає його ім'я, вважається дуже дурним покемоном, а тому вимагає від свого тренера багато терпіння. Слоупоки вміють ловити рибу, занурюючи у воду свої хвости, проте вони часто відволікаються від свого заняття протягом дня, однак не помічають болю, якщо хтось укусить їх за хвіст. Кінчик хвоста Слоупока виділяє особливу
сиропоподібну рідину, яка приваблює рибу.
В аніме для того, щоб Слоупок еволюціонував, необхідний покемон-молюск Шелдер. Якщо Шелдер вкусить Слоупока в процесі риболовлі за хвіст, то вони обидва еволюціонують в одного покемона, званого Слоубро. Є дещо інший спосіб еволюції, коли Шелдер кусає Слоупока за голову, на якій в той момент знаходиться предмет, званий Каменем Короля (в іграх Шелдер не потрібен, достатньо просто обміняти між гравцями Слоупока, що тримає Камінь Короля). Тоді Слоупок перетвориться в Слоукінга — великого покемона, наділеного величезним інтелектом і неймовірною інтуїцією.

## Поява

### У відеоіграх
Вперше Слоупок з'явився в іграх  Pokémon Red і Blue, а пізніше і в її римейках — Pokémon Yellow, FireRed і LeafGreen. Коли Слоупок набирає в боях достатню кількість очок досвіду, то еволюціонує в Слоубро. Пізніше в Pokémon Gold і Silver був представлений покемон Слоукінг, у якого Слоупок еволюціонує, якщо перенести його разом з Каменем Короля з одного картриджа на інший. Крім головної серії ігор, Слоупок з'являвся в іграх Pokémon Snap, Pokémon Pinball, Pokémon Channel, Pokémon Trozei!, PokéPark Wii: Pikachu's Adventure, серіях Pokémon Mystery Dungeon, Pokémon Ranger і Pokémon Rumble.

### В аніме
В аніме Слоупок вперше з'явився в першому сезоні в епізоді під назвою «Острів гігантських покемонів». Пізніше Слоупоку дісталася головна роль в епізоді «Розгадка таємниць еволюції», коли Еш Кетчум, головний герой серіалу, і професор Вествуд вивчали причини еволюції Слоупока в Слоубро. В епізоді Enlighten Up! представники однієї секти, чия релігія була зовні схожа на буддизм, бачили в порожній голові Слоупока символ освіченості, і тому поклонялися йому.

### В манзі
В манзі про покемонів Слоупоку відводилися тільки нечисленні епізодичні ролі.
В манзі The Electric Tale of Pikachu Еш зловив одного Слоупока у главі Ash vs. Gary. Пізніше він обмінює його у Гаррі на фото його сестри, Мей Оук.
В манзі Pokemon Adventures один з Слоупоків, що належить Команді R, з'являвся у главі The Coming of Slowpoke (Eventually); один Слоупок дістався Єллоу — протагоністу манги — на час чемпіонату з серфінгу, що проводилося в Вермілліон-Сіті; у розділі Teddiursa's Picnic фігурували кілька Слоупоков зі зрізаними хвостами. Це було зроблено Командою R для того, щоб придушити активність Слоупоков в місті Азалея-Таун.
В манзі Pokémon Pocket Monsters один Слоупок діяв разом з головним героєм — Каї Мідорикавою — під час змагання з приготування каррі в розділі Curry Showdown! Which is the Most Delicious?. У 78 розділі Джованні — антагоніст манги — викрав кілька Слоупоків, бажаючи заробити на продажу їх хвостів. Однак їх власник зміг повернути покемонів.

## Реакція
Слоупок став відомий завдяки своїй низькій в прямому сенсі слова швидкості, та отримав позитивні відгуки за здатність поєднувати низьку швидкість дій і універсальність. Кріс Скулліон з журналу Official Nintendo Magazine сказав, що «Слоупок не збирається вигравати жодних перегонів». IGN писав, що поєднання «супервисокого HP» у Слоупока та його еволюції, в Слоубро, з «чудовим захистом Слоубро» робить їх одними з найбільш недооцінених покемонів в грі. Крім того, IGN згадав, що на початку Gold і Silver Слоупок був хорошим джерелом ігрового досвіду. Йому ж належать слова: «бідний Слоупок часто перебував у тіні аналогічного за характеристиками Стармі, однак тренерам буде корисно знати, що деякі унікальні здібності цього покемона роблять його незамінним в команді». Цей журналіст сказав також: «хоча це відбувається нечасто, проте варто пополювати», щоб еволюціонувати Слоупока в Слоубро або навіть в Слоукінга. Бретт Елстон з GamesRadar писав, що «хоча Слоупок відомий своєю тупістю і моторошною повільністю, за нього все одно було цікаво грати, тренувати його, і всяке таке. Навряд чи ви коли-небудь зустрінете більш корисного покемона».

### Слоупок як інтернет-мем
На Форчані Слоупоком також називають дурну, повільну людину або навіть групу людей. З часом інтернет-мем вийшов за межі Форчану і став популярний за його межами.